# اقتصاديات تشاركية

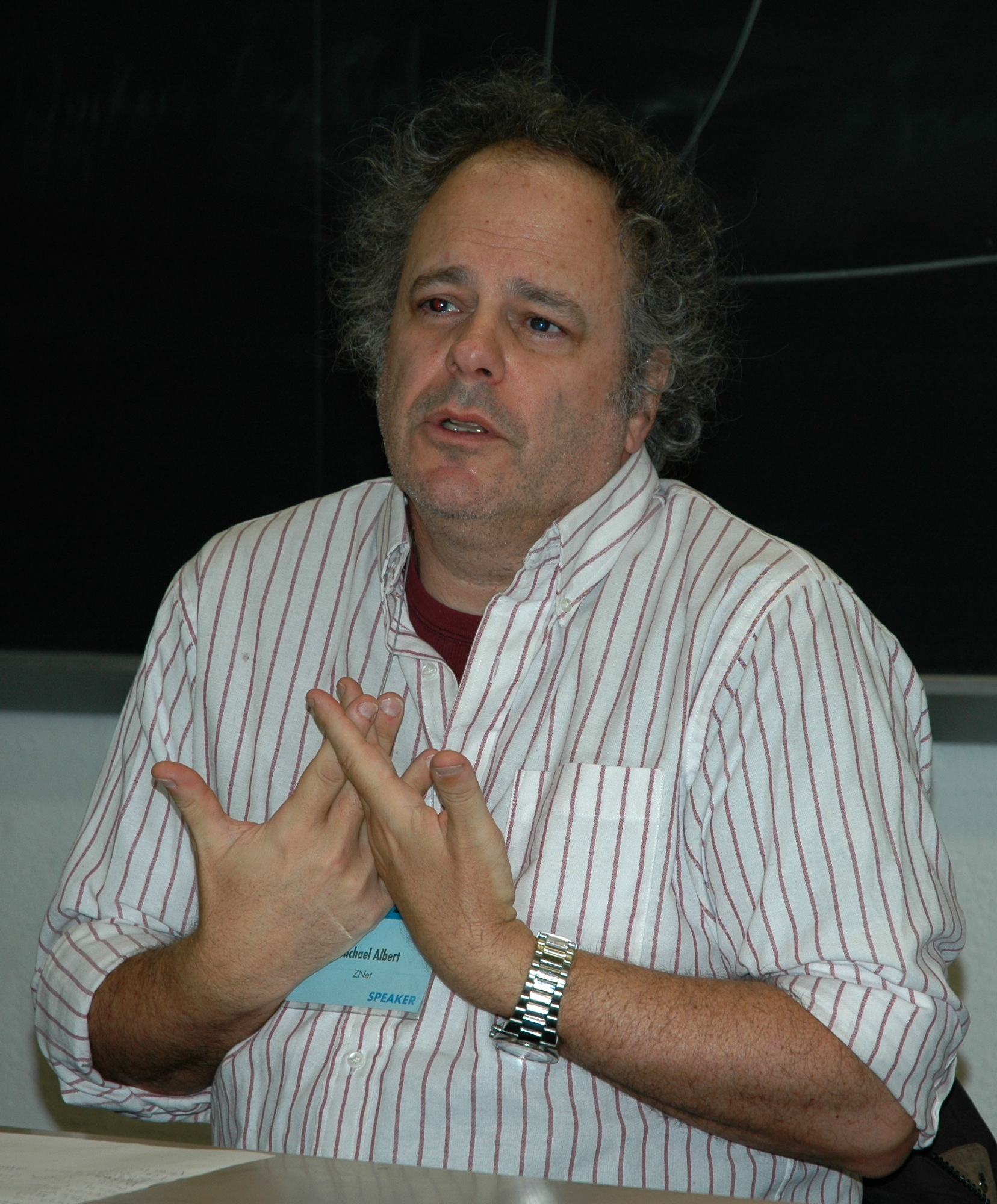

اقتصاد تشاركي ويعرف اختصاراً ب: باريكون parecon، وهو نظام اقتصادي تم اقتراحه ليكوّن آلية اقتصادية تدير عمليات الإنتاج والاستهلاك وتوزيع الموارد في مجتمع ما. تم اقتراح هذا النظام كبديل عن نظام اقتصاد السوق الرأسمالي المعاصر وبديلاً أيضاً عن النظام الاشتراكي المخطط مركزياً، وهناك من يصفه بأنه يمثل رؤية اقتصادية فوضوية أو ربما ثورية وثائرة. وقد انبثقت من أعمال الناشط والمنظر السياسي مايكل ألبرت، وأعمال الاقتصادي المتطرف روبن هانيل منذ مطلع الثمانينيات.
ومهما يكن من أمر فإن جذور مفهوم الاقتصاد التشاركي تجد لنفسها مكاناً في كتابات كارل ماركس ذلك أن كارل ماركس كان يرى أن كامل الطبقة العاملة خلال المرحلة التمهيدية من الشيوعية (الاشتراكية)؛ ستتشارك أو تعمل تشاركياً في إدارة الاقتصادي الوطني.
يسعى الاقتصاد التشاركي لترسيخ مجموعة من القيم كالمساواة والتكافل الاجتماعي والتنوع والإدارة الذاتية ما بين العاملين. ويعتزم تحقيق هذه الغايات من خلال المبادئ والمؤسسات التالية:
- مجالس العمال والمستهلكين، حيث يرى بأن على هذه المجالس أن تستغل أساليب الإدارة الذاتية في اتخاذ القرارات.
- اعتماد نظام الشغل المتوازن.
- ربط المكافآت والتعويضات بمقدار التضحية والجهد المبذول.
- التخطيط التشاركي.

يؤكد كل من مايكل ألبرت وروبن هانيل على أن الاقتصاد التشاركي يهدف إلى تكوين نظرية اقتصادية بديلة وأنه لا بد من أن تواكبها رؤى بديلة ومهمة أيضاً في كل من المجالات التالية: السياسة والثقافة وعلاقات القرابة. وقد بدأ الباحث الأمريكي ستيفن ر. شالوم العمل على رؤية للاقتصاد التشاركي أطلق عليها اسم السياسة التشاركية. وقد ناقش هؤلاء الكتاب بعضاً من عناصر الرؤية الفوضوية في المجال السياسي، والثقافة التنويعية في المجال الثقافي، وقضية المرأة في مجال الجنوسة والعائلة؛ معتبرين أن تلك العناصر قد تكون أسساً تتشكل من خلالها نظرة بديلة لعوالم السياسة والثقافة والعائلة.

## الإطار التنظيمي للاقتصاد التشاركي

### اتخاذ القرار
من المقترحات الأولية في الاقتصاد التشاركي أن يؤخذ رأي كل شخص في كل قرار بما يتناسب مع درجة تأثره بنتائج ذلك القرار. وكلما كان السياق الاجتماعي المتعلق بالقرار تفاعلياً أكثر، تفرقت سلطة اتخاذ القرار أكثر وصارت أشمل. وقد استخدم روبن هانيل مثالاً متعلقاً بالتلوث ليشرح مبدأ اتخاذ القرار:
«إذا لم يشعر بأضرار التلوث الذي يتسبب به سكان الحي رقم 2 في واشنطن العاصمة إلا سكان الحي أنفسهم، فهذا يعني أن سكان الحي 2 هم الأطراف ذوو العلاقة. لكن إذا قرر الاتحاد الذي يمثل سكان كل الأحياء في واشنطن العاصمة بأن التلوث الذي يتسبب به سكان الحي 2 يؤثر على جميع الأحياء، عندئذ كان كل مدينة واشنطن أصبحت ذات علاقة [...] لكن الإجراء المذكور أعلاه سيوفر الحماية البيئية الكافية فقط إذا كان السكان الحاليون في المنطقة هم المتأثرون بنتائج التلوث. فبينما هذا هو حال بعض أنواع التلوث، إلا أن الأغلب أن الأجيال اللاحقة ستتحمل عبئاً كبيراً من التلوث الناتج اليوم. يجب أن تتم حماية مصالح الأجيال المقبلة على المدى الطويل في العملية التشاركية من خلال حركة بيئية نشطة».
يشار عادة إلى مبدأ اتخاذ القرار بأنه الإدارة الذاتية. وفي الإطار الخاص بالاقتصاد التشاركي يشكل هذا المبدأ بديلاً عن المفهوم الاقتصادي السائد المتعلق بالحرية الاقتصادية أو الاقتصاد الحر، الذي يرى المؤلفون بأنه مفهوم غير ملائم ومضلل وغير قادر على تلبية الإرشاد المفيد في الحالات التي تتعارض عندها حريات الأفراد. إنهم يحاجون بأن الضبابية التي تغلف الاقتصاد الحر هي بالضبط ما يسمح للمنظِّرين الرأسماليين بإساءة استخدامه. في كتابيه «ألفباء الاقتصاد السياسي» و«الديمقراطية والعدالة الاقتصادية»، يطرح هانيل نقده للمفهوم السائد كما ولّده ميلتون فريدمان في كتابه «الرأسمالية والحرية».